# Huize het Oosten
Huize Het Oosten is een woon-zorgcentrum voor senioren in Bilthoven met een maçonnieke grondslag. Geopend in 1955 door en voor vrijmetselaren en hun nabestaanden, staat het nu open voor een breder publiek dat zich kan vinden in de waarden van de vrijmetselarij.

## Geschiedenis

### Oprichting

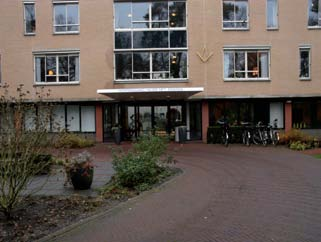
Ingang huize Het Oosten

In 1950 nam de Amersfoortse vrijmetselaarsloge Jacob van Campen het initiatief om één of meerdere huizen op te richten voor oudere vrijmetselaren met hun echtgenotes en weduwen van vrijmetselaren. De Orde van Vrijmetselaren onder het Grootoosten der Nederlanden en een landelijke enquête ondersteunden dit voorstel. 
In 1951 werd de Stichting Huize Het Oosten opgericht, waarna in 1952 het landgoed 'Bremhorst' te Bilthoven werd aangekocht voor de realisatie van de plannen. De financiering vond plaats door de uitgifte van obligaties met woonrechten en een gewone obligatielening, met als doel om het tehuis volledig financieel onafhankelijk van de Orde van Vrijmetselaren te maken.

### Bouw en uitbreiding
In 1954 plaatste de grootmeester van de Orde der Vrijmetselaren ir. C.M.R. Davidson de hoeksteen voor het nieuwe gebouw en in 1955 konden de eerste bewoners hun flats betrekken, waarna de officiële opening plaatsvond. In de periode 1964-1965 vond een eerste uitbreiding plaats en in 1975 volgde een renovatie vanwege gewijzigde inzichten in bejaardenzorg.
In het pand bevindt zich een maçonnieke tempel, die door een groot aantal verschillende obediënties wordt gebruikt.

### Splitsing van taken en koerswijziging
In 1975 werd Huize Het Oosten opgesplitst in een serviceflatafdeling en een verzorgingsafdeling. Het voormalig besloten karakter van Huize Het Oosten is sindsdien veranderd, waardoor iedereen die zich in de sfeer en cultuur van het huis herkent, nu welkom is om zich te vestigen.

## Fondsen
Voor Huize Het Oosten werden verschillende fondsen opgericht, zoals het Jacob Meijers Fonds, Dubbeltjesfonds voor Huize Het Oosten, Van Tongerenfonds voor Huize Het Oosten en De Drie Lichten. Het beheer van deze fondsen werd toevertrouwd aan het Van Marenfonds.
Vrijmetselarij · Beginselen · Geschiedenis · Symbolen · Vrijmetselaarsloge · Ordegrondwet · Obediëntie · Regulariteit en irregulariteit · Ritus · Graden · Grootmeester · Gemengde vrijmetselarij · Para-vrijmetselarij · Antivrijmetselarij · Vrijmetselarij in Nederland · Vrijmetselarij in België · Internationale vrijmetselarij
>>> Meer info op Portaal:Vrijmetselarij <<<